# 파이어플라이 에어로스페이스
파이어플라이 에어로스페이스(Firefly Aerospace)는 텍사스주 시더파크에 본사를 둔 미국의 민간 항공우주 기업으로, 궤도로의 상업적 발사를 위한 소형 및 중형 리프트 발사체를 개발한다. 현재의 회사는 이전 회사인 파이어플라이 스페이스 시스템즈(Firefly Space Systems)의 자산이 2017년 3월 EOS 런처(EOS Launcher)에 인수되어 파이어플라이 에어로스페이스로 이름이 변경되면서 형성되었다. 파이어플라이의 명시된 목적은 다른 민간 우주 비행 회사와 마찬가지로 우주에 대한 접근성을 높이는 것이다.

## 생산
파이어플라이 본사와 공장은 텍사스주 시더파크에 있다. 이 회사는 복합재 및 금속 부품을 사내에서 제작하기 위한 약 50,000ft2의 제조 시설을 보유하고 있다. 파이어플라이는 캘리포니아주(Vandenberg Space Launch Complex 2)와 플로리다주(SLC-20)에 있는 임대 발사장을 사용할 것이다.

## 같이 보기
- 릴래티비티 스페이스
- 로켓 랩